# Pio Piacentini
Pio Piacentini (né en 1846 à Rome, mort dans la même ville en 1928) est un architecte italien des XIXe et XXe siècles, père de Marcello Piacentini. Il a été formé à l'Accademia di San Luca de Rome. Pratiquement toutes ses œuvres seront consacrées à sa ville natale.

## Œuvres
Il remporte en 1878 le concours pour le Palazzo delle Esposizioni de la Via Nazionale, qui sera construit dans les années 1882-1883.
Au côté de l'architecte Giulio De Angelis il lance en 1885 la construction de l'immeuble de La Rinascente sur le Largo Chigi, chantier qui ne sera achevé qu'en 1920.
En 1888, à la suite de l'ouverture du Corso Vittorio Emanuele II qui taille dans le vif d'anciens quartiers, il est appelé à remodeler le Palazzo Cesarini Sforza et à lui adjoindre une nouvelle façade donnant sur cette artère.
Il collabore avec son confrère Giulio Podesti pour réaliser le tunnel Umberto I (1902-1909), qui passe sous la colline du Quirinal pour relier la via Nazionale à la Via del Tritone.
En 1905, après la mort de Giuseppe Sacconi, auteur du monument à Victor-Emmanuel II (appelé aussi Vittoriano ou Altare della patria) alors en construction, il fait équipe avec Gaetano Koch et Manfredo Manfredi pour en diriger le chantier, mené à bien en 1911.
Un des derniers grands projets de Pio Piacentini est la construction du Ministère de la Justice, via Arenula, qui ne sera achevé qu'en 1932, après sa mort. Tout en restant dans la tradition du néo-Renaissance à tendances néo-classiques propre au style humbertien, le bâtiment annonce le néo-classicisme épuré de l'époque mussolinienne, dans lequel s'illustrera son fils Marcello Piacentini.

## Source
- (it) Cet article est partiellement ou en totalité issu de l’article de Wikipédia en italien intitulé « Pio Piacentini » (voir la liste des auteurs).